# 北方遊俠
在英國作家托爾金的奇幻小說裡，北方遊俠（英語：Rangers of the North）指亞爾諾（Arnor）王國內登丹人的後裔，是中土大陸的自由子民之一。他們由登丹人酋長領導，在伊利雅德一帶巡邏，其外表和服裝都很嚴肅，武器包括長矛和弓箭。

## 歷史

### 登丹人
登丹人（Dúnedain）是人類的一支，他們是努曼諾爾人的後裔，在努曼諾爾島陸沉後，他們在伊蘭迪爾、埃西鐸及安那瑞安的帶領下來到中土大陸的伊利雅德。他們被稱為西方人（Men of the West），主要居住在亞爾諾和剛鐸。

### 亞爾諾王國的衰落
由於國土分裂及內戰，加上遭到東北安格馬巫王的邪惡勢力入侵，亞爾諾的人民漸漸消亡，不過王國名義上的附庸哈比人並不受影響，依然繼續在夏爾過著與世無爭的悠閒生活。
一些北方的登丹人在亞拉那斯（Aranarth）的引導下，成為北方遊俠；而另一些人，則改為生活在如布理的村莊中，亞爾諾僅餘的少量的登丹人移居到瑞文戴爾南部以南的偏遠地區，並與當地人通婚。
北方遊俠在伊利雅德過著流浪的生活，他們時常對抗邪惡生物，保衛伊利雅德一帶的安全。在灰袍巫師甘道夫的安排下，北方遊俠還在夏爾附近巡邏，不讓邪惡勢力入侵那裡，保障哈比人的安全:8-9。然而夏爾與布理的居民都不理解他們，像布理躍馬旅店老闆巴力曼·奶油伯就對亞拉岡充滿著猜疑。亞拉岡在愛隆會議上對剛鐸大將波羅莫談到了北方遊俠一直以來的付出：
|                        | 我們這些荒野中的遊俠是寂寞的過客和獵人——不懈的追獵魔王的爪牙。……如果所有的登丹人都在沉睡，或變成一杯黃土，北方大地怎還能高枕無憂，人們怎能自由自在地在路上漫遊？但我們獲得的感謝比你們還少。旅人看到我們就皺眉，鄉民更給我們取輕蔑的綽號。 |
| ——亞拉岡，《魔戒現身》 | |

精靈王愛隆與他的兒子伊萊丹及伊羅何時常協助北方遊俠，像納希爾聖劍殘片、巴拉漢之戒等亞爾諾王國的幾件遺物都存放在瑞文戴爾內。在登丹人酋長亞拉松二世去世後，愛隆讓他的兒子亞拉岡在瑞文戴爾長大。

### 魔戒聖戰時期
在魔戒聖戰的時期，北方遊俠由亞拉岡領導。當九名戒靈奉索倫之命進入夏爾搜尋至尊魔戒時，駐守該處的遊俠無法抵擋他們，被殺死及驅離。
後來，凱蘭崔爾女王通知了瑞文戴爾，讓北方遊俠前往洛汗援助亞拉岡。賀爾巴拉在匆忙之中只招集到三十名遊俠，伊萊丹及伊羅何也與他們同行，在聖盔谷之戰後，他們終抵達洛汗境內與亞拉岡會合。之後這些遊俠一路追隨亞拉岡進入亡者之道招喚登哈洛的亡靈，援助被昂巴海盜包圍的佩拉格，並駕駛海盜船前往米那斯提力斯參與帕蘭諾平原戰役，在那裡賀爾巴拉戰死。其他倖存的遊俠繼續在亞拉岡領導下，參與黑門之戰。
由於大多數的遊俠都離開伊利雅德去參戰，使得邪惡生物有機可乘，布理變得動盪不安，而夏爾也被薩魯曼指使的一批人類流氓佔據。直至佛羅多等四個哈比人歸鄉後收復夏爾，才改變了情況。
第四紀元，剛鐸及亞爾諾的登丹人在國王伊力薩王（亞拉岡）的號令下統一。

## 評價及分析
有學者將托爾金作品中的北方遊俠和他們失落的王國比作歐洲中世紀的部落和社會。

## 改編描述
彼得·傑克森執導的《魔戒電影三部曲》中，北方遊俠又被稱作登丹遊俠（Dúnedain Ranger）。除了亞拉岡之外，其他的北方遊俠並沒有在片中出現。
在由粉絲製作的2009年電影《希望的誕生》中，由亞拉德領導的北方遊俠居住在一個村莊內，他們在結局時與半獸人戰鬥。這部電影的劇情主要集中在亞拉松二世和吉爾蘭之間的關係，以及他們兒子亞拉岡的誕生。